# Аллея Пресвятой Девы Марии
Аллея Пресвятой Девы Марии, ал. ПДМ или просто Аллеи (пол. Aleja Najświętszej Maryi Panny, пол. al. NMP или пол. Aleje) — главная улица Ченстоховы, соединяющая старый город с Ясной Горой и монастырём на ней. Возникла в начале XIX века как дорога паломников, соединяющая Ченстохову и Новую Ченстохову, которые были административно объединены 19 августа 1826 года.

## Описание
Восточная часть аллеи, от площади Дашиньского до аллеи Вольности называют «Первой аллеей». Средняя часть, до площади Беганьского — «Вторая аллея», а оставшаяся часть — «Третья аллея».
Проходит в направлении восток-запад и представляет собой бульвар, средняя часть которого пешеходная, а по бокам имеются небольшие дорожки для проезда машин.
В середине аллеи находится центральная площадь города — Беганьского.

## История
До 1918 года на западной оконечности аллеи перед монастырём Ясна Гура возвышался памятник царю-освободителю Александру II работы Опекушина, построенный на деньги польского крестьянства. Сейчас на его месте стоит колонна с памятником Богородице наверху.
С 28 января 1942 года немецкие оккупанты переименовали улицу в «Аллею Адольфа Гитлера». В доме № 41 в то время располагалось местное отделение SD и Sipo.
В 50-е годы XX века на аллее несколько раз проводились автомобильные гонки.

## Достопримечательности
- Костёл св. Зигмунда
- Дом Франке
- Памятник Иоанну Павлу II
- Костёл св. Якуба
- Ратуша, ныне городской музей
- Мемориальная лавочка Владислава Беганьского
- Мемориальная лавочка Халины Посвятовской
- Мемориальная лавочка Марека Перепечко
- Мемориальная лавочка Петра Махалицы

## Утраченные достопримечательности
- Памятник советским воинам на пл. Беганьского
- Памятник советским воинам на пл. Дашинского
- Ченстоховская панорама